# 马克桑
马克桑（法語：Maxent，法語發音：[maksɑ̃]）是法国伊勒-维莱讷省的一个市镇，属于雷恩区。

## 地理
马克桑（47°58'58"N, 2°2'1"W）面积39.72 平方千米，位于法国布列塔尼大區伊勒-维莱讷省，该省份为法国西北部沿海省份，位于布列塔尼半岛东部，北濒大西洋，西接阿摩尔滨海省和莫尔比昂省，南至大西洋卢瓦尔省，西南端接曼恩-卢瓦尔省，东临马耶讷省，东北与芒什省接壤。
与马克桑接壤的市镇（或旧市镇、城区）包括：特雷方代勒、博隆、博韦勒、卢泰勒、大普莱朗、圣蒂里亚勒、瓦勒达纳斯特。

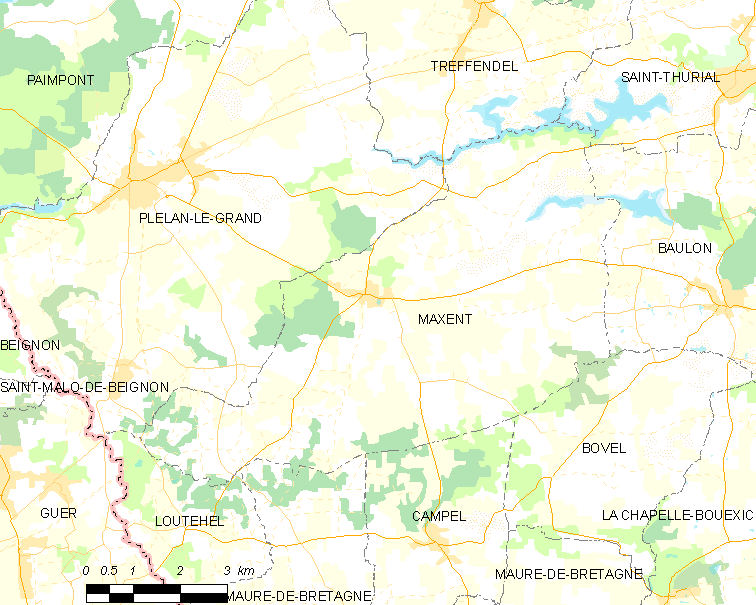
马克桑的OSM定位图

马克桑的时区为UTC+01:00、UTC+02:00（夏令时）。

## 行政
马克桑的邮政编码为35380，INSEE市镇编码为35169。

## 政治
马克桑所属的省级选区为默河畔蒙福尔县。

## 人口

1962-2008年间马克桑人口变化图示

马克桑于2022年1月1日时的人口数量为1457人。